# USB-C
USB-C (по-рано известен като USB Type-C) e спецификация за универсален компактен двустранен 24-контактен конектор за USB устройства и USB кабели. Означението C се отнася само до физическата конфигурация (форм-фактора, типоразмера на конектора) и то не трябва да се бърка с конкретните възможности на конектора, които се определят от неговите спецификации за предаване на данните (например, USB 3.2) Спецификацията USB Type-C 1.0 е публикувана от USB Implementers Forum и финализирана през 2014 г. Разработена е приблизително по едно и също време със спецификацията USB 3.1. През юли 2016 г. тя е приета от IEC като "IEC 62680-1-3"..
Спецификацията USB4, пусната през 2019 г., е първият стандарт за USB протокол за трансфер, който е достъпен само чрез конектор USB-C.
На 4 октомври 2022 г. Европейският парламент гласува закон, съгласно който всички мобилни телефони, таблети и камери, продавани в ЕС, трябва да бъдат снабдени с USB-C порт до края на 2024 г. Тези разпоредби ще се разширят и за лаптопи до пролетта на 2026 г.

## Детайли
Конекторът USB-C се свързва едновременно и към хоста, и към устройството, заменяйки различните USB-B и USB-A конектори и кабели със стандарт, предназначен да бъде използван дълго време в бъдещето. 24-пиновия двустранен USB-C конектор е с почти същите размери като на Micro-B USB – 8,4 mm на 2,6 mm. Това значи, че е достатъчно малък дори и за най-малките периферни устройства. USB кабел, който използва USB-C конектора, е еднакъв и в двата края. Самият конектор също е еднакъв и няма горна и долна страна, т.е. може да бъде включван и в двете посоки.
Конекторът предоставя 4 двойки с напрежение, 2 различни двойки към USB 2.0 шината за данни (въпреки че е имплементирана само една двойка в USB-C кабела), 4 двойки за високоскоростна шина за данни, 2 странични пина и 2 конфигурационни пина за определяне на ориентацията на кабела, специален двуфазен кодов знак (biphase mark code (BMC)) конфигурационен канал и захранване от +5 V за активни кабели. Свързването на по-старо устройство към хост с конектор от USB-C изисква кабел или адаптер, който има USB-A или USB-B конектор от единия край и USB-C конектор от другия. Кабелите и адаптерите с конектор USB-C не са съвместими.
Изцяло функционалните USB-C кабели са активни, електронно маркирани кабели, които съдържат чип с идентификационна функция, базирана на конфигурационен канал от информация. USB-C устройствата поддържат също и електрически потоци от 1.5 А и 3.0 А под напрежение 5 V в допълнение към изходно ниво 900 mA.

### Алтернативен метод
Алтернативният метод използва няколко извода от USB-C за директно предаване от устройство към приемник на алтернативни информационни протоколи. Четирите високоскоростни линии, двете странични (Sideband) линии, двата USB 2.0 пина и единият конфигурационен пин могат да бъдат използвани за алтернативен начин на предаване. Начините са конфигурирани с помощта на конфигурационен канал.

## Връзка с други спецификации

### USB-C спецификации
Както е посочено в правилата за използване на USB-C конектор и USB-C кабел, ако даден продукт поддържа USB-С, не е задължително той да поддържа:
- USB 3.1
- USB Power Delivery

Nokia N1 е едно от първите устройства, които поддържат USB-C единствено USB 2.0.

### Спецификации за алтернативни видове на партньори
USB IF работи със своите партньори за алтернативни видове спецификации, за да се застрахова, че портовете са правилно маркирани.
1. DisplayPort алтернативен вид на USB-C конектор – стандарт, публикуван през септември 2014 г., поддържащ DisplayPort 1.3.
2. MHL алтернативен вид, публикуван през ноември 2014 г., поддържащ MHL 3.0.
3. Thunderbolt алтернативен вид, поддържащ Thunderbolt 3.
4. Алтернативният режим HDMI е обявен през септември 2016 г.,[6][7][8][9] поддържа HDMI 1.4b.

Възможни са и други серийни протоколи, като PCI Express и Base-T Ethernet.

## Изводи на конектора и окабеляване

### Изводи на конектора
| Пин                                                                                          | Име    | Описание                                         | Пин | Име    | Описание                                         |
| -------------------------------------------------------------------------------------------- | ------ | ------------------------------------------------ | --- | ------ | ------------------------------------------------ |
| A1                                                                                           | GND    | Маса (заземяване)                                | B12 | GND    | Маса (заземяване)                                |
| A2                                                                                           | SSTXp1 | Високоскоростна двойка #1, TX, положителен заряд | B11 | SSRXp1 | Високоскоростна двойка #1, RX, положителен заряд |
| A3                                                                                           | SSTXn1 | Високоскоростна двойка #1, TX, отрицателен заряд | B10 | SSRXn1 | Високоскоростна двойка #1, RX, отрицателен заряд |
| A4                                                                                           | VBUS   | Захранване на шината                             | B9  | VBUS   | Захранване на шината                             |
| A5                                                                                           | CC1    | Конфигурационен канал                            | B8  | SBU2   | Използване на странична лента (Sideband)         |
| A6                                                                                           | Dp1    | USB 2.0 двойка, позиция 1, положителен заряд     | B7  | Dn2    | USB 2.0 двойка, позиция 2, отрицателен заряд     |
| A7                                                                                           | Dn1    | USB 2.0 двойка, позиция 1, отрицателен заряд     | B6  | Dp2    | USB 2.0 двойка, позиция 2, положителен заряд     |
| A8                                                                                           | SBU1   | Използване на странична лента (Sideband)         | B5  | CC2    | Конфигурационен канал                            |
| A9                                                                                           | VBUS   | Захранване на шината                             | B4  | VBUS   | Захранване на шината                             |
| A10                                                                                          | SSRXn2 | Високоскоростна двойка #2, RX, отрицателен заряд | B3  | SSTXn2 | Високоскоростна двойка #2, TX, отрицателен заряд |
| A11                                                                                          | SSRXp2 | Високоскоростна двойка #2, RX, положителен заряд | B2  | SSTXp2 | Високоскоростна двойка #2, TX, положителен заряд |
| A12                                                                                          | GND    | Маса                                             | B1  | GND    | Маса                                             |
| USB 2.0 двойката се свързва само в позиция 1; позиция 2 не съществува физически в конектора. |        |                                                  |     |        |                                                  |

### Окабеляване
| USB-C конектор 1                                      | USB-C конектор 1 | USB-C кабел        | USB-C кабел           | USB-C кабел                                           | USB-C конектор 2 | USB-C конектор 2 |
| Пин                                                   | Име              | Цвят на проводника | Име                   | Описание                                              | Пин              | Име              |
| ----------------------------------------------------- | ---------------- | ------------------ | --------------------- | ----------------------------------------------------- | ---------------- | ---------------- |
| Обвивка                                               | Екран            | Оплетка            | Екран                 | Външна оплетка на кабела                              | Обвивка          | Екран            |
| A1, B1, A12, B12                                      | GND              | Тенекиена обвивка  | GND_PWRrt1 GND_PWRrt2 | Маса (заземяване)                                     | A1, B1, A12, B12 | GND              |
| A4, B4, A9, B9                                        | VBUS             | Червен             | PWR_VBUS1 PWR_VBUS2   | VBUS мощност                                          | A4, B4, A9, B9   | VBUS             |
| B5                                                    | VCONN            | Жълт               | PWR_VCONN             | VCONN мощност                                         | B5               | VCONN            |
| A5                                                    | CC               | Син                | CC                    | Конфигурационен канал                                 | A5               | CC               |
| A6                                                    | Dp1              | Бял                | UTP_Dp                | Незащитена усукана двойка, положителен заряд          | A6               | Dp1              |
| A7                                                    | Dn1              | Зелен              | UTP_Dn                | Незащитена усукана двойка, отрицателен заряд          | A7               | Dn1              |
| A8                                                    | SBU1             | Червен             | SBU_A                 | Използване на странична лента A (Sideband)            | B8               | SBU2             |
| B8                                                    | SBU2             | Черен              | SBU_B                 | Използване на странична лента B (Sideband)            | A8               | SBU1             |
| A2                                                    | SSTXp1           | Жълт*              | SDPp1                 | Защитена високоскоростна двойка #1, положителен заряд | B11              | SSRXp1           |
| A3                                                    | SSTXn1           | Кафяв*             | SDPn1                 | Защитена високоскоростна двойка #1, отрицателен заряд | B10              | SSRXn1           |
| B11                                                   | SSRXp1           | Зелен*             | SDPp2                 | Защитена високоскоростна двойка #2, положителен заряд | A2               | SSTXp1           |
| B10                                                   | SSRXn1           | Оранжев*           | SDPn2                 | Защитена високоскоростна двойка #2, отрицателен заряд | A3               | SSTXn1           |
| B2                                                    | SSTXp2           | Бял*               | SDPp3                 | Защитена високоскоростна двойка #3, положителен заряд | A11              | SSRXp2           |
| B3                                                    | SSTXn2           | Черен*             | SDPn3                 | Защитена високоскоростна двойка #3, отрицателен заряд | A10              | SSRXn2           |
| A11                                                   | SSRXp2           | Червен*            | SDPp4                 | Защитена високоскоростна двойка #4, положителен заряд | B2               | SSTXp2           |
| A10                                                   | SSRXn2           | Син*               | SDPn4                 | Защитена високоскоростна двойка #4, отрицателен заряд | B3               | SSTXn2           |
| * Цветовете на тези проводници не са стандартизирани. |                  |                    |                       |                                                       |                  |                  |

## Хардуерна и софтуерна съвместимост

### Хардуерна съвместимост

#### Нетбуци, таблети, смартфони
- Сред първите устройства, приспособили USB-С кабел са Nokia N1 таблет, MacBook 2015 на Apple (който има само един USB 3.1 порт първо поколение) и вторият Chromebook Pixel на Google.
- HP Pavilion x2 10, 2 в 1 хибрид също има USB-С порт.
- Първият смартфон, който използва USB-С кабел е от китайската компания LeTV.
- Смартфонът OnePlus 2, наследникът на OnePlus, One mobile също използва USB-С порт.
- Nexus 5X и Nexus 6Р, представени от Google на 29 септември 2015 също имат USB-С свързаност.
- Microsoft Lumia 950 и 950 XL също използват USB-C конектор.
- Най-евтините USB-C кабели е вероятно да не работят правилно с много от продуктите включително тези на Apple и Google и дори могат да ги повредят.

#### Запомнящи устройства
- LaCie представи мобилен диск използващ USB-C
- SanDisk представи линия SSD дискове, които се свързват чрез 10 Gbit/s USB-C 3.1 конектор.

### Софтуерна съвместимост
- Windows 10 работи с USB-C и поддържа USB 3.1 алтернативи.
- OS X работи с USB 3.1 и USB-C.
- Android Marshmallow работи с USB 3.1 и USB-C.
- Chrome OS работи с USB 3.1 и USB-C от модел Chromebook Pixel 2015 нагоре и поддържа USB 3.1 алтернативи. Поддържа и USB Dual Role.